# Rollsport Club Uttigen
El Rollsport-Club Uttigen és un club d'hoquei sobre patins d'Uttigen (Suïssa).

## Palmarès
Secció d'hoquei sobre patins masculina
- 5 Lligues suïsses (1999, 2000, 2002, 2003, 2004)

Secció d'hoquei sobre patins femenina
- 1 Lliga suïssa (2003)
- 2 Copes suïsses (2003, 2004)